# 蒙穆瓦延
蒙穆瓦延（法語：Montmoyen，法語發音：[mɔ̃mwajɛ̃]）是法国科多尔省的一个市镇，属于蒙巴尔区。

## 地理
蒙穆瓦延（47°44'1"N, 4°47'37"E）面积19.2 平方千米，位于法国勃艮第-弗朗什-孔泰大區科多尔省，该省份为法国中东部省份，北起奥布省，西接涅夫勒省和约讷省，南至索恩-卢瓦尔省，东南接汝拉省，东临上索恩省，东北部与上马恩省接壤。
与蒙穆瓦延接壤的市镇（或旧市镇、城区）包括：乌尔斯河畔勒塞、博略、穆瓦特龙、圣布鲁万莱穆瓦讷、泰尔丰德雷、艾涅勒迪克、埃萨鲁瓦、莫维利。

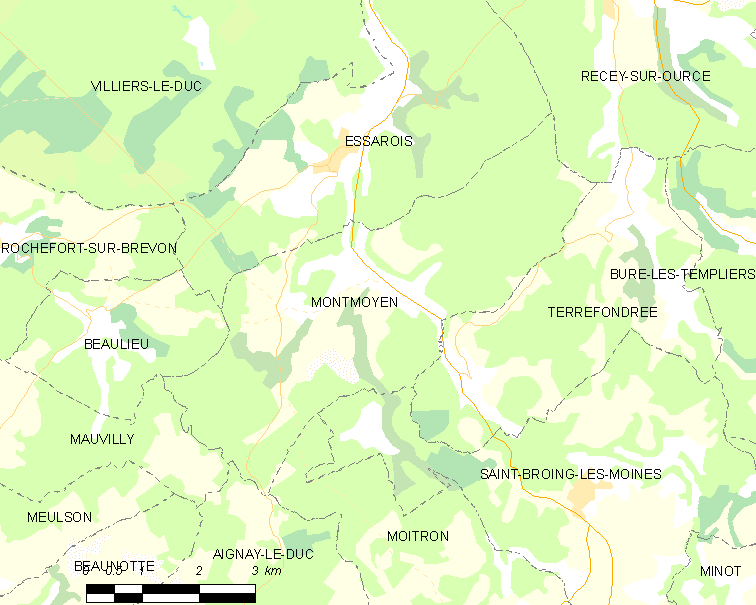
蒙穆瓦延的OSM定位图

蒙穆瓦延的时区为UTC+01:00、UTC+02:00（夏令时）。

## 行政
蒙穆瓦延的邮政编码为21290，INSEE市镇编码为21438。

## 政治
蒙穆瓦延所属的省级选区为塞纳河畔沙蒂永县。

## 人口

1962-2008年间蒙穆瓦延人口变化图示

蒙穆瓦延于2022年1月1日时的人口数量为72人。